# واو الناموس
جبل واو الناموس هو جبل بركاني في جنوب وسط ليبيا وجنوب الهروج. يبلغ ارتفاعه 575 متر، وتعتبر من أكثر مناطق العالم غرابه حيث هي عبارة على جبل بركاني وصفيح بركاني خامد ذا صخور بازلتية سوداء، به عدد كبير من البحيرات متعددة الألوان المنتشرة على سفحه مع النباتات كالقصب والخيزران والأشجار الموجودة قربها كالنخيل والآثل. وتمتد فوهة البركان الدائرية المنتشرة على مسافة تقدر بما بين 10 إلى 20 كيلومتر. وتوفر المنطقة موئلا ومحميات طبيعية لعدد من الطيور والحيوانات.
زارت أول بعثة استكشافية فرنسية بقيادة الرحالة الفرنسي لوران ربيلي الموقع في العام 1918 إضافة لبعثات أخرى لاحقة. وتشير معظم الدراسات العلمية إلى أن التسمية «بواو الناموس» أتت من بسبب أفواج البعوض التي كانت تنتشر في المكان. ويرجع بعد علماء الأنثروبيولوجيا أو علم الإنسان بأن استخدام الحديد في حضارة النوق "Nok" في غرب أفريقيا يعود إلى بودرة الحديد المتواجدة في المنطقة الجنوبية الغربية من موقع واو الناموس. وتعد تلك المنطقة موقع جذب سياحي، إذ يشبهها الزوار كأنها «قطعة من سطح القمر سقطت على الأرض».

## معرض صور

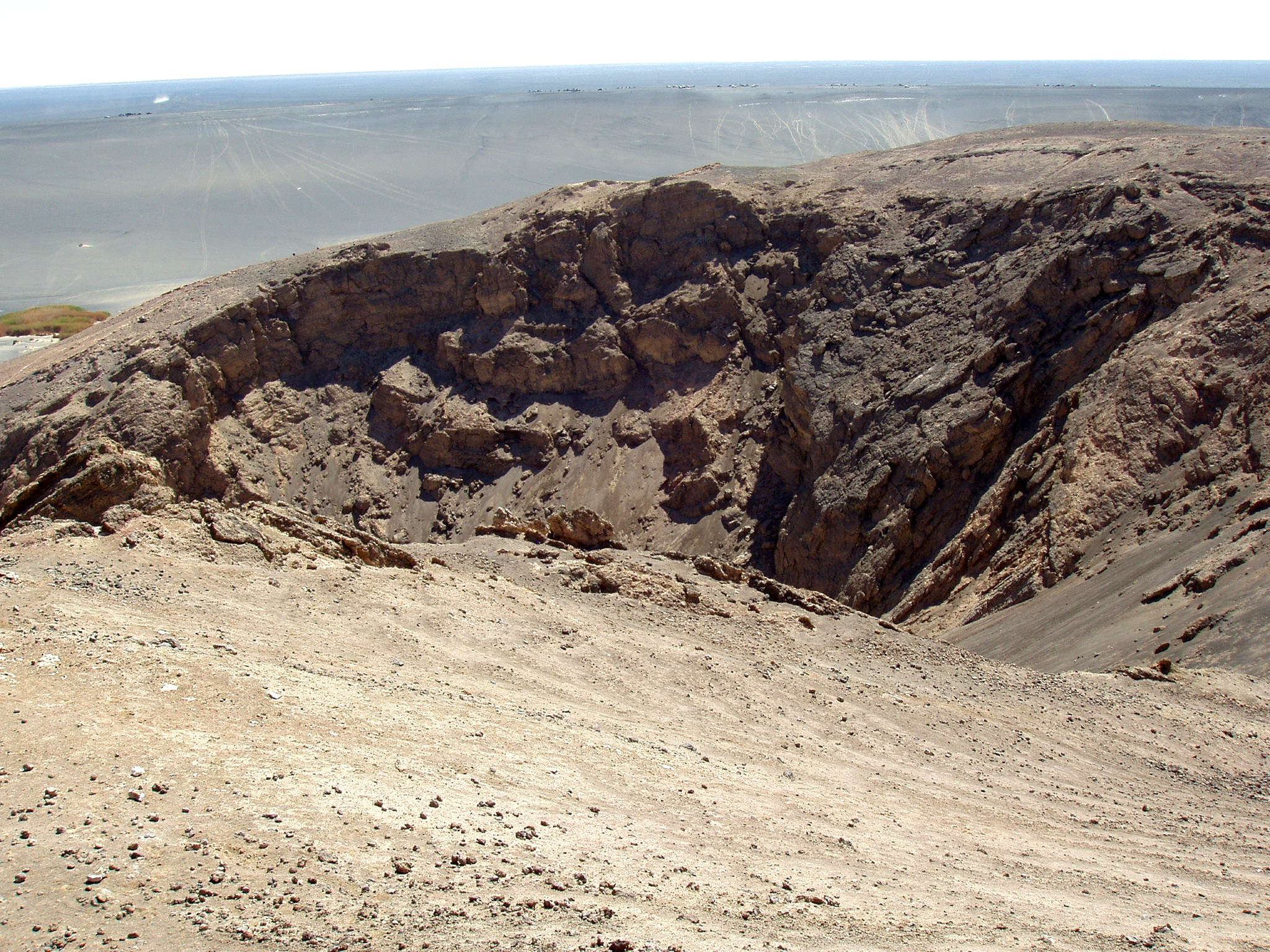
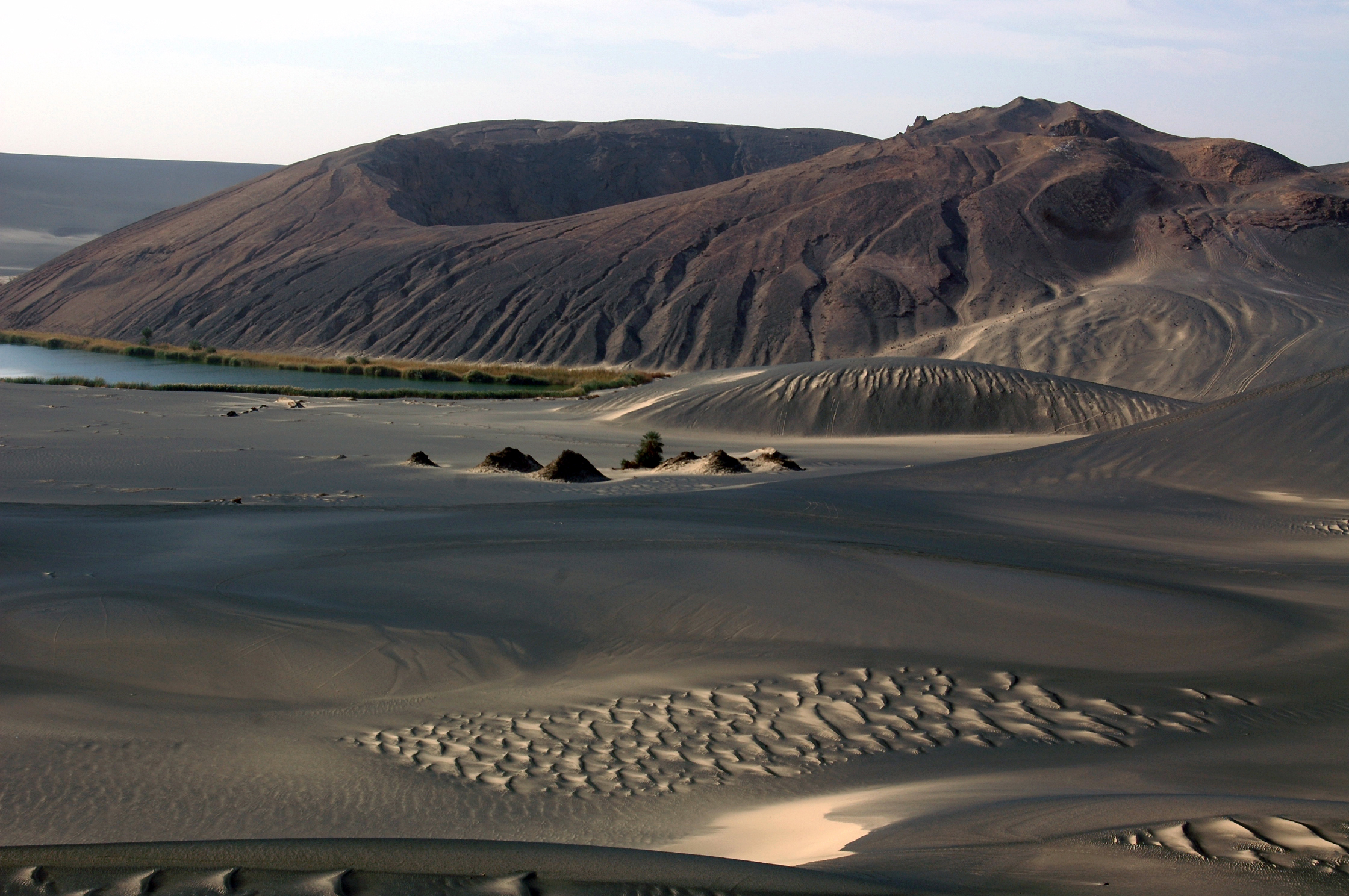
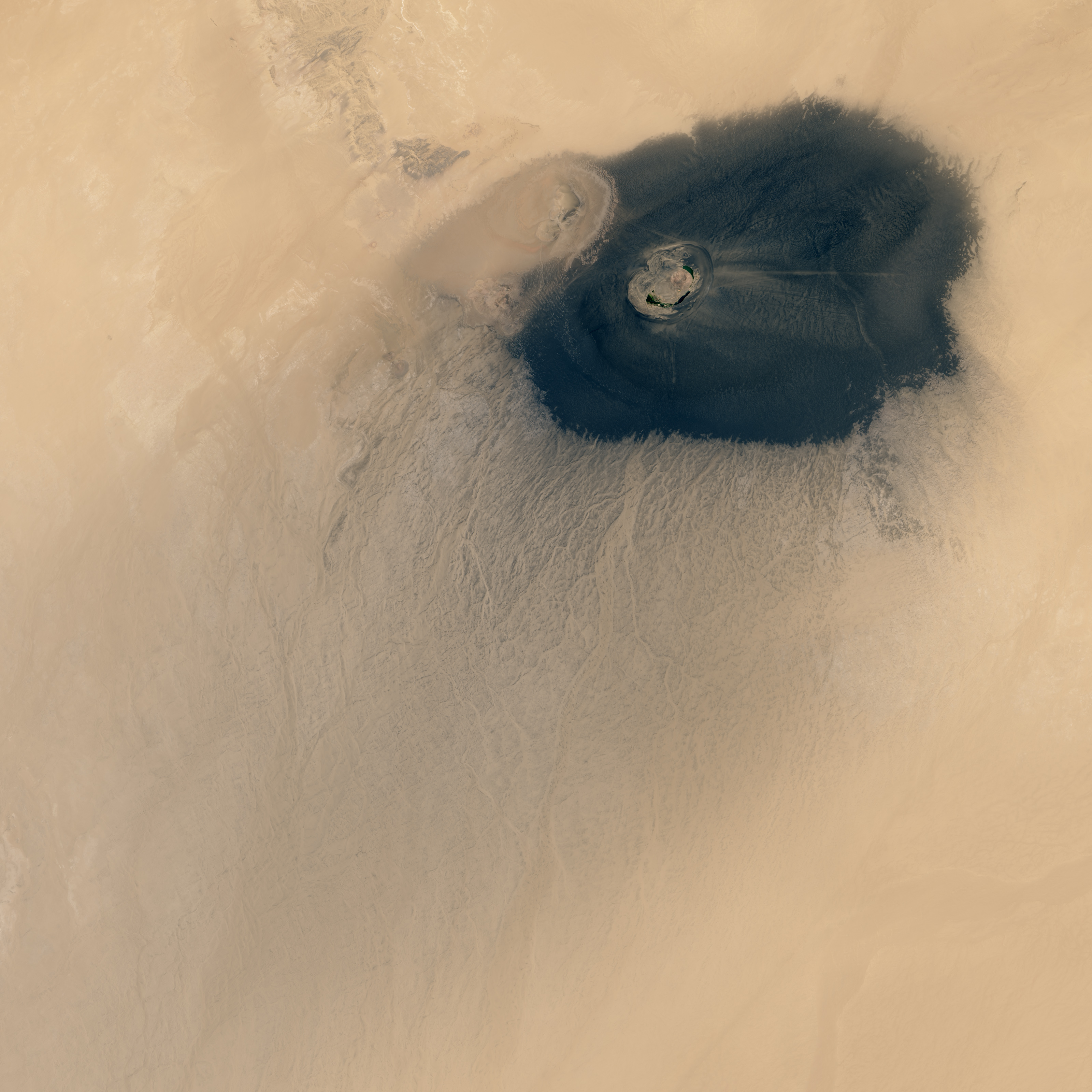